# Simon Cristophori
Simon Christophori (Simon Christoph, Simon Cristoph Gaitzer) (Brassó, 1671 – Brassó, 1726. október 18.) bölcselet- és jogtudós, költő.

## Élete
Amikor apja életét vesztette a brassói városi tanács ellen 1688-ban kitört zavargásokban, őt magát is felségsértéssel vádolták, és  elfogták, de ártatlannak nyilvánították. 1690-ben ellenségei elől menekülve, elhagyta szülővárosát, és tanulmányainak folytatására Lengyelországon át Franciaországba ment, ahol négy évig volt. 1695-ben Wittenbergben jogi tanulmányokat végzett. 1696-ban visszatért hazájába, ahol visszavonultan élt, tanulmányainak szentelve életét. Korának pietistái között tartották számon. Tanult emberként hamarosan beválasztották a városi százas testületbe; 1713. augusztus 14-én városi vásárbíró lett. 1718-ban a pestisjárvány kitörésekor a vidékre menekült városi tanács helyett egy direktóriumot állítottak fel, amely elsősorban az egészségügyi intézkedések betartatásával foglalkozott; ennek Christophori is tagja volt egészen 1720. január 7-ig, amikor a várost feloldották a vesztegzár alól, és a direktórimot feloszlatták. 1725. december 24-én a városi tanács szószólójának választották.

## Munkái
- Drei Lieder (az 1709-ben Brassóban nyomatott Enchiridion vagy Luther kis katekizmusa mellékletéül a 124–128. l. lenyomattak.)

Kéziratban: 
- Neu und alter Kronstädtischer Geschichts-Kalender. (Erdély, különösen Brassó 1704. és 1705. évi történeteit tárgyalja; ezt a munkáját 1724-ben kibővítve s 1709-ig levezetve, újra leírta)
- Kronstädtisches Marktprotokoll eingeführt im Jahr 1714. (ívrét 374 lap);
- Ausführlicher Bericht vom Staffel-Recht (Stappel-Recht).
- Unparteischer Bericht der Begebenheiten in Siebenbürgen zu Zeiten der Malcontenten des Franz Rákóczy veranlassete Unruhen in Siebenbürgen zwischen Kronstadt u. ihren untreuen Nachbarn deren Három-Széker, Csiker und Gyergyóer Zeklern 1704–1709. inclusive sich begeben. (Az Országos Széchényi Könyvtár kézirattárában, 8r. 406 lap 1755. Másolat a Marienburg Manuscripten-Archiv V. kötetében. Az ajánlás 1724. aug. 10. kelt.)